# Back to Earth
Back to Earth ist ein in der Schweiz lebendes Liechtensteiner Musikerduo, bestehend aus den Brüdern Thomas und Bruno Hasler.

## Geschichte
Seit 1986 spielen die beiden Musiker unter dem Namen „Back to Earth“ meditative Instrumentalmusik. Ihr Debütalbum First erschien 1990, doch es dauerte bis zu ihrem dritten Album from deep inside, bis sie den Durchbruch schafften. Ihre vierte CD, Rivers of Life, erreichte in der Schweiz Platz 6 der Charts und blieb 20 Wochen lang in der Bestenliste. Mit ihren folgenden Alben kamen sie regelmäßig in die Charts und wurden mit Gold und für From Deep Inside und Rivers of Life sogar mit Platin für über 50.000 verkaufte Exemplare ausgezeichnet.

## Diskografie
Alben
- 1990: First
- 1991: Dreams and Hopes (CH: Gold)
- 1993: From Deep Inside (CH: Platin)
- 1995: Rivers of Life
- 1998: Secret Spaces
- 2002: Mystic Ways
- 2005: Kairos – The Spirit of Time
- 2008: Sensual Mind
- 2010: Piano
- 2011: Dawn of a New World
- 2015: The Book of Silence
- 2018: The Journey to the Inner Island